# Futtermittelverordnung (Deutschland)
Die Futtermittelverordnung bildet zusammen mit Teilen des höherrangigen Lebensmittel- und Futtermittelgesetzbuches (LFGB) den Schwerpunkt des deutschen Futtermittelrechts.
Neben ausführlichen, mit derzeit sechs zusätzlichen Anlagen versehenen Regelungen zu Beschaffenheit, Inverkehrbringen und Verwendungszweck von Futtermitteln werden verwaltungsmäßige Zuständigkeiten auf Bundes- und Länderebene festgelegt.
Ihre aktuelle Fassung setzt einen Katalog von EU-Verordnungen in nationales Recht um und ist rechtsbegrifflich überhaupt eng an die Vorgaben europäischer Vorschriften zum Futtermittelrecht angebunden. Dies gilt beispielsweise für Regelungsgegenstände, wie Diätfuttermittel (§ 9a, § 10), Futtermittelzusatzstoffe (§ 16), unerwünschte Stoffe (§ 23) oder für Fütterungsvorschriften bei Einzel-, Misch- und Ergänzungsfuttermitteln (§ 26). 
Die Futtermittelverordnung ist gleichermaßen für die kontrollierenden Verwaltungen wie für Produktion, Behandlung, Inverkehrbringen sowie punktuell auch für die Verfütterung von Futtermitteln verbindlich. Die Definition und die Ahndung von Straftaten (§ 35, § 36) und Ordnungswidrigkeiten (§ 36a, § 36b) ist an entsprechenden Bestimmungen des LFGB ausgerichtet.